# Patrik
Patrik je moško osebno ime.

## Izvor imena
Ime Patrik izhaja iz irskega imena Patrik, to pa iz latinskega Patricius. Latinsko ime povezujejo z besedo partricius  v pomenu »patricijski, plemenit; patricij, rimski plemič po rodu.«

## Različice imena
Patricij, Patrick

## Tujejezikovne oblike imena
- pri Angležih: Patrick
- pri Čehih in Slovakih:Patrik
- pri Fincih: Patrik
- pri Francozih: Patrick
- pri Nemcih: Patrick
- pri Madžarih: Patrik
- pri Nizozemcih: Patrick
- pri Norvežanih: Patrick
- pri Poljakih: Patryk
- pri Švedih: Patrik

## Pogostost imena
Po podatkih Statističnega urada Republike Slovenije je bilo na dan 31. decembra 2007 v Sloveniji število moških oseb z imenom Patrik 1.128. Med vsemi moškimi imeni pa je ime Patrik po pogostosti uporabe uvrščeno na 153. mesto.

## Osebni praznik
V koledarju je ime Patrik zapisano 17. marca.

## Zanimivost
Patrik je apostol in zavetnik Irske. Umrl je 17. marca leta 461. Iz samostannov, ki jih je ustanovil sv. Patrik, so šli menihi v Evropo kot misijonarji in prišli tudi v Karantanijo.